# یاسینوفاتا
یاسینوفاتا (به اوکراینی: Ясинува́та) شهری در استان دونتسک در کشور اوکراین است. جمعیت این شهر ۳۴,۲۶۹ نفر (۲۰۲۱ تخمینی) است.